# Municipio de Wheaton (Dakota del Sur)
El municipio de Wheaton (en inglés: Wheaton Township) es un municipio ubicado en el condado de Hand en el estado estadounidense de Dakota del Sur. En el año 2010 tenía una población de 25 habitantes y una densidad poblacional de 0,27 personas por km².

## Geografía
El municipio de Wheaton se encuentra ubicado en las coordenadas 44°45′54″N 98°45′56″O / 44.76500, -98.76556. Según la Oficina del Censo de los Estados Unidos, el municipio tiene una superficie total de 92.1 km², de la cual 92,1 km² corresponden a tierra firme y (0 %) 0 km² es agua.

## Demografía
Según el censo de 2010, había 25 personas residiendo en el municipio de Wheaton. La densidad de población era de 0,27 hab./km². De los 25 habitantes, el municipio de Wheaton estaba compuesto por el 100 % blancos. Del total de la población el 0 % eran hispanos o latinos de cualquier raza.